# Anna Allen
Anna Allen Martín (née à Salt, dans la province de Gérone le 28 juin 1977), est une actrice espagnole de cinéma, de théâtre et de télévision.

## Biographie
Fille de parents divorcés, à l'âge de 3 ans, elle quitte Salt avec sa famille pour s'installer à Cerdanyola del Vallès, à Barcelone.[réf. nécessaire]

## Carrière
Elle a commencé sa carrière en étudiant le théâtre. À Barcelone, elle a fait du théâtre et quelques travaux pour la Télévision de Catalogne, comme Cala Reial sous les ordres d'Enric Banquer et Iris Tv avec l'acteur David Janer, produit par Diagonal Producciones avec le réalisateur Xavier Manich. Elle a acquis une certaine notoriété en 2001, grâce au personnage de Marta Altamira, la petite amie de Toni Alcántara (rôle interprété par l'acteur Pablo Rivero), qu'elle a joué de manière discontinue jusqu'en 2008 et à nouveau depuis 2021 dans la célèbre série télévisée espagnole Cuéntame cómo pasó pendant plus de quarante et un épisodes.
En 2009 et pendant deux saisons, elle a joué dans la série Acusados, un thriller de la société de production Ida y Vuelta pour Telecinco, où elle incarnait la journaliste Sonia Nieto, partageant le rôle principal avec les acteurs Blanca Portillo, José Coronado, Daniel Grao, Silvia Abascal, entre autres. La même année, elle tourne également pour la télévision Un burka por amor, une adaptation du roman du même nom de la journaliste Reyes Monforte, en jouant le rôle de Rosi Galera.
En 2011, elle rejoint le casting de la série de fiction Homicidios de Telecinco, avec Eduardo Noriega et Marián Aguilera, où elle joue le rôle de la journaliste Patricia Vega. Elle a également tourné de nouveaux téléfilms tels que Codi 60, dans lequel elle incarne Eva Riera, une agent d'escadron chargée de résoudre une affaire basée sur des faits réels, et El ángel de Budapest, dans lequel elle joue le personnage d'Adela Quijano. Enfin, elle a participé au Festival de Mérida où elle a créé la pièce Antígona del siglo XXI dans le rôle d'Antigone. Au début de l'été 2013, elle a mis en scène et écrit la pièce Exit.

### Polémiques
Début 2015, après la découverte de photos truquées d'elle lors de la cérémonie des Oscars de cette année-là, on a découvert que l'actrice avait revendiqué des rôles qu'elle n'avait jamais réellement interprétés. Elle prétendait avoir joué des rôles dans The Big Bang Theory, White Collar, et une importante production télévisée française intitulée Versailles, et a travaillé pour la BBC,. La controverse a poussé l'actrice à prendre une retraite forcée de sa carrière professionnelle.

### Réapparition
En juin 2019, la plateforme Netflix a sorti la troisième saison de la série Paquita Salas. Dans cette comédie, qui raconte les expériences d'un agent d'acteurs, les rebondissements de l'intrigue mènent à l'histoire de Clara Valle (Claudia Traisac), une actrice qui a recours à la manipulation de sa carrière et de ses photos pour accroître sa notoriété. Cette intrigue, qui avait déjà été évoquée en référence à l'actrice Anna Allen lors de la première saison de la série, revient avec la particularité que le rôle de « Clara » est joué par Susana dans une version cinématographique à l'intérieur de l'histoire, jouée à son tour par Anna Allen, dans une sorte de métahistoire.
En 2020, elle joue le rôle de Carmen Albacete dans Veneno. En décembre de la même année, elle reprend le tournage de Cuéntame cómo pasó 12 ans plus tard, dans sa 21e saison, en jouant à nouveau le rôle de Marta Altamira,.

## Trajectoire

### Télévision
| Année              | Titre                | Canal               | Personnage          | Notes       |
| ------------------ | -------------------- | ------------------- | ------------------- | ----------- |
| 2000               | Laberint d'ombres    | TV3                 | Enferma             | 1 épisode   |
| 2001 - Aujourd'hui | Cuéntame cómo pasó   | La 1                | Marta Altamira      | 45 épisodes |
| 2003               | Iris TV              | TV3                 | Alicia López        | Téléfilm    |
| 2003               | Cala Reial           | TV3                 | María               | Téléfilm    |
| 2003               | Hospital Central     | Telecinco           | Ana                 | 1 épisode   |
| 2009               | Un burka por el amor | Antena 3            | Rosi                | 2 épisodes  |
| 2009 - 2010        | Acusados             | Telecinco           | Sonia Nieto         | 26 épisodes |
| 2010               | La Riera             | TV3                 | Mercè Riera (Jeune) | 1 épisode   |
| 2011               | El ángel de Budapest | La 1                | Adela Quijano       | Téléfilm    |
| 2011               | Codi 60              | TV3                 | Eva Riera           | Téléfilm    |
| 2011               | Homicidios           | Telecinco           | Patricia Vega       | 7 épisodes  |
| 2019               | Paquita Salas        | Netflix             | Susana              | 1 épisode   |
| 2020               | Veneno               | Atresplayer Premium | Carmen Albacete     | 1 épisode   |

### Courts métrages
- Vértices
- Un viaje al paraíso
- Dos de dos
- A los que gritan / Sarah's loud
- Inertial Love
- Norberto

### Théâtre
- Antigone du XXIe siècle (2011)
- Faros de color y otros (Ale Massi y Javier Daulte, Teatro El Callejón, Buenos Aires)
- Roméo et Juliette
- Shakespeare arrive (Jofre Martín, Sala La Flèche d\'Or, París)
- Vías paralelas (Jesús Roche, Teatro de L\'exaimple)
- Exit